# Valerios Stais
Valerios Nikolaos Stais (griechisch Βαλέριος Στάης; * 1857 auf Kythira; † 1923 in Athen) war ein griechischer Archäologe.
Valerios Stais studierte Medizin und später Archäologie. 1887 wurde er Direktor des Athener Archäologischen Nationalmuseums. In diesem Amt unternahm er zahlreiche Ausgrabungen in der Attika, in Epidauros, auf Ägina und an anderen Stätten. Er war beispielsweise der erste Ausgräber des Apollontempels auf Ägina. Zu seinen bedeutendsten Entdeckungen zählt der Mechanismus von Antikythera.
Stais war korrespondierendes Mitglied des Österreichischen Archäologischen Instituts (seit 1908) und Ehrenmitglied der Society for the Promotion of Hellenic Studies sowie der Society of Antiquaries of London (seit 1919).

## Schriften (Auswahl)
- Ta ex Antikytheron heuremata: chronologia, proeleusis, chalkus ephebos. Athen 1905
- Marbres et Bronzes du Musée national. Athen 1907
- To Sunion kai hoi naoi Poseidōnos kai Athēnas. Athen 1920